# Stray Kids
Stray Kids (Hangul: 스트레이 키즈; zkráceně také SKZ) je jihokorejská hudební skupina vytvořená v roce 2017 společností JYP Entertainment prostřednictvím stejnojmenné reality show. SKZ mají v současnosti osm členů: Bang Chan, Lee Know, Changbin, Hyunjin, Han, Felix, Seungmin a I.N.
Skupina měla původně devět členů. Woojin skupinu opustil v říjnu 2019 z nezveřejněných osobních důvodů. 
Stray Kids vydali v lednu 2018 své předdebutové EP Mixtape, ale oficiálně debutovali až 25. března s EP I Am Not.

## Jméno
Název skupiny "Stray Kids" neurčila společnost JYP Entertainment, ale vymysleli ho sami členové skupiny. Původně odkazoval na ztracené dítě, které se chce hnát za svými sny, a později se vyvinul tak, aby představoval myšlenku společného hledání cesty, která není obyčejná.

## Historie

### 2017–2018: Vznik, debut a řadaI Am
V srpnu 2017 společnost JYP Entertainment oficiálně oznámila svou novou reality show o přežití, jejímž cílem je uvést na scénu debutující skupinu chlapeckých idolů. V následujících dvou měsících byly zveřejněny další podrobnosti a upoutávky, včetně názvu pořadu Stray Kids. Před premiérou 17. října JYPE zveřejnila první videoklip Stray Kids k písni s názvem "Hellevator", který byl později vydán jako digitální singl. Dva členové, Lee Know a Felix, byli původně ze skupiny vyřazeni, ale vrátili se do konečné devítičlenné sestavy.

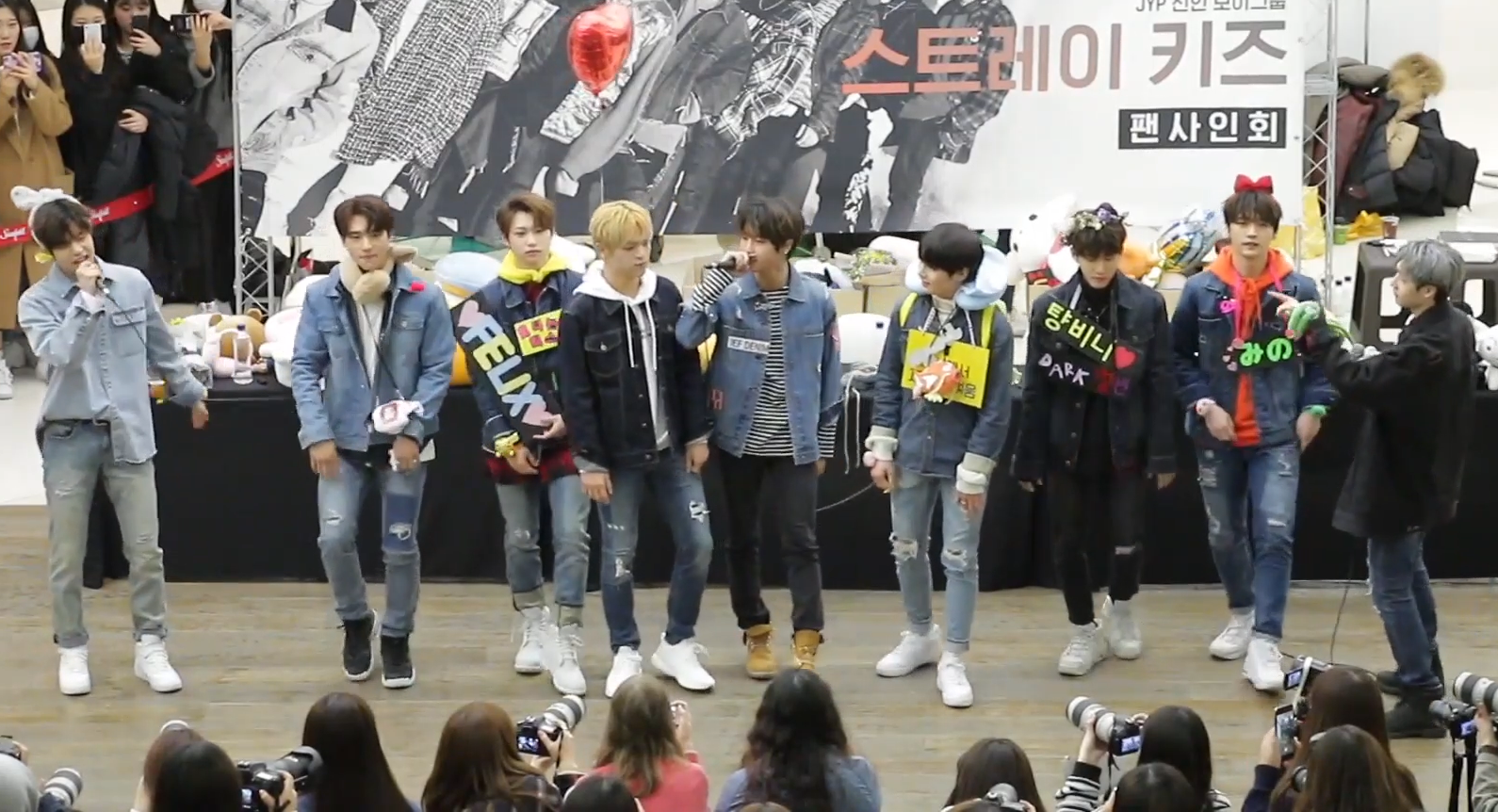
Stray Kids na fanouškovské akci v COEX Live Plaza v lednu 2018.

Současně se spuštěním oficiálních webových stránek Stray Kids oznámila společnost JYPE vydání předloňské rozšířené nahrávky (EP) skupiny s názvem Mixtape. Obsahuje sedm skladeb, které členové skupiny společně napsali a složili, včetně písně "Hellevator" a dalších skladeb, které předvedli v pořadu. EP spolu s videoklipem k druhé skladbě "Beware" (korejsky: Grrr 총량의 법칙) bylo vydáno 8. ledna 2018, zatímco videoklip k písni "Spread My Wings" (korejsky: 어린 날개) byl na internet nahrán o týden později. Debutovalo na druhém místě v žebříčku Gaon Album Chart a Billboard World Albums Chart.
24. března uspořádali v Jangchung Areně premiérovou ukázku skupiny Stray Kids Unveil (Op. 01: I Am Not). Následující den oficiálně debutovali vydáním svého prvního EP s názvem I Am Not spolu s videoklipem k jeho úvodní skladbě "District 9", zatímco videoklip ke skladbě "Grow Up" a videoklip k představení "Mirror" byly zveřejněny 31. března a 23. dubna. EP I Am Not debutovalo na 4. místě v žebříčku Gaon Album Chart a v březnu se prodalo přes 54 000 fyzických kopií.
14. duben je den, kdy Stray Kids vystoupili na KCON Japan 2018, což bylo jejich první zahraniční vystoupení.
12. července společnost JYPE oznámila, že 5. srpna se ve Velkém paláci míru Kyung Hee University uskuteční druhá show skupiny, Stray Kids Unveil (Op. 02: I Am Who). Jejich druhé EP I Am Who bylo vydáno následující den spolu s hlavním singlem "My Pace".

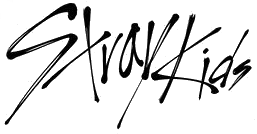
Logo Stray Kids

4. října JYPE oznámil, že třetí vystoupení skupiny se uskuteční 21. října v Olympic Hall, Stray Kids Unveil (Op. 03: I Am You). Vystoupení bylo následováno vydáním jejich nového EP I Am You o den později.

### 2019: ŘadaCléa Woojinův odchod
Skupina Stray Kids zahájila tento rok svým turné Unveil Tour "I Am..." v asijsko-pacifickém regionu, které začalo 19. ledna v Bangkoku. V březnu skupina také uspořádala své národní propagační turné Hi Stay Tour v Pusanu, Tedžonu a Inčchonu a 20. dubna závěrečné vystoupení v Soulu v Olympijském parku.
5. března JYPE oznámila, že se Stray Kids potřetí vrátí na scénu 25. března 2019, kdy vydají své čtvrté EP Clé 1: Miroh k prvnímu výročí vzniku skupiny. První vítězství v hudebním pořadu si skupina vysloužila 4. dubna v pořadu M Countdown za hlavní singl alba "Miroh". Dne 19. června vydali své první speciální album Clé 2: Yellow Wood spolu s hlavním singlem "Side Effects" (korejsky: 부작용) mezi americkou a evropskou částí svého prvního světového turné.
Stray Kids vydali 9. října digitální singl "Double Knot" a ohlásili světové turné "District 9 Unlock", které začalo 23. listopadu v Olympic Hall v jihokorejském Soulu. Jejich páté EP Clé: Levanter bylo původně naplánováno na 25. listopadu; 28. října však JYPE oznámila, že z osobních důvodů Woojin opustil skupinu, a datum vydání se proto odkládá. Dne 13. listopadu skupina vydala videoklip k písni "Astronaut", prvnímu singlu v osmičlenné sestavě, po němž následovalo EP Cle: Levanter 9. prosince.
Stray Kids uspořádali 19. prosince v tokijském Yoyogi National Gymnasium japonské koncerty v rámci Hi Stay Tour, které navštívilo 8 000 diváků. Skupina vydala digitální singl "Mixtape: Gone Days", první singl jejich projektu Mixtape, 26. prosince.

### 2020: Japonský debut, řady生aAll In
Stray Kids vydali 24. ledna první anglické verze písní "Double Knot" a "Levanter" jako společné digitální singly s názvem Step Out of Clé spolu s videoklipem k anglické verzi písně "Double Knot". V Japonsku oficiálně debutovali 18. března kompilačním albem SKZ2020, které obsahovalo nové nahrávky předchozích písní a obsahovalo japonské verze skladeb "My Pace", "Double Knot" a "Levanter", prostřednictvím vydavatelství Epic Records Japan. Skupina vydala druhý digitální singl projektu Mixtape "Mixtape: On Track" 26. března. Dne 3. června Stray Kids vydali svůj první japonský singl "Top" a jeho b-stranu "Slump". První z nich byl použit jako ústřední píseň k anime Tower of God; korejská verze byla vydána 13. května a anglická verze 20. května. Singl debutoval na vrcholu Oricon Singles Chart, čímž se po Jang Keun-sukovi, Exo a iKon stali čtvrtými zahraničními mužskými umělci v historii, kteří se svým prvním singlem debutovali na 1. místě této tabulky.
17. června Stray Kids vydali své první studiové album Go Live spolu s úvodním singlem "God's Menu", na jehož seznamu jsou korejské verze písní "Top" a "Slump" a dříve vydané singly "Gone Days" a "On Track". Go Live se stalo v té době nejprodávanějším albem skupiny, debutovalo na vrcholu týdenního žebříčku Gaon Album Chart a do konce měsíce se prodalo 243 462 kopií, čímž se dostalo na 5. místo měsíčního žebříčku Gaon Album Chart. V srpnu 2020 získalo album platinovou certifikaci od Korea Music Content Association (KMCA), což bylo první album skupiny, které toho dosáhlo. Skladba "God's Menu" se stala prvním singlem skupiny, který se objevil v týdenním žebříčku Gaon Download Chart a debutoval na 144. místě. O tři měsíce později skupina 14. září znovu vydala své první studiové album pod názvem In Life. Během propagace skupina získala dvě vítězství v hudebních pořadech: jednou v pořadu MBC M Show Champion a jednou v pořadu M Countdown společnosti Mnet. Hlavní singl "Back Door" umístil časopis Time na osmé místo v seznamu 10 nejlepších písní roku 2020, což je jediná píseň korejských interpretů na tomto seznamu, a popsal ji jako " uměleckého Frankensteina, který je stejně chytlavý jako složitý".
4. listopadu vydali Stray Kids své první japonské EP All In, jehož hlavní písní je "All In". EP obsahovalo také japonské verze písní "God's Menu" a "Back Door" a jejich první japonský singl "Top". 22. listopadu skupina uspořádala svůj první online koncert s názvem "Unlock: Go Live In Life" prostřednictvím Beyond Live, který byl považován za pokračování jejich turné "District 9: Unlock", které čelilo posunutí a zrušení kvůli obavám z pandemie covidu-19. Během koncertu skupina poprvé představila korejskou verzi své písně "All In", která byla nakonec 26. listopadu vydána jako digitální singl.

### 2021:Kingdom: Legendary WaraNoeasy
Na předávání cen Mnet Asian Music Awards 2020 bylo oznámeno, že se Stray Kids připojí k Ateez a The Boyz v úvodní sérii Kingdom: Legendary War, soutěžní show chlapeckých skupin společnosti Mnet; později byli jako účastníci potvrzeni také BtoB, iKon a SF9. Dne 28. května 2021 skupina vydala píseň pro finálové kolo soutěže s názvem "Wolfgang", která znamenala jejich první umístění v hlavním žebříčku Gaon Digital Chart, a to na 138. místě. V pořadu zvítězili 3. června, čímž si vysloužili vlastní reality show a speciální pořad Kingdom Week pro svůj comeback.

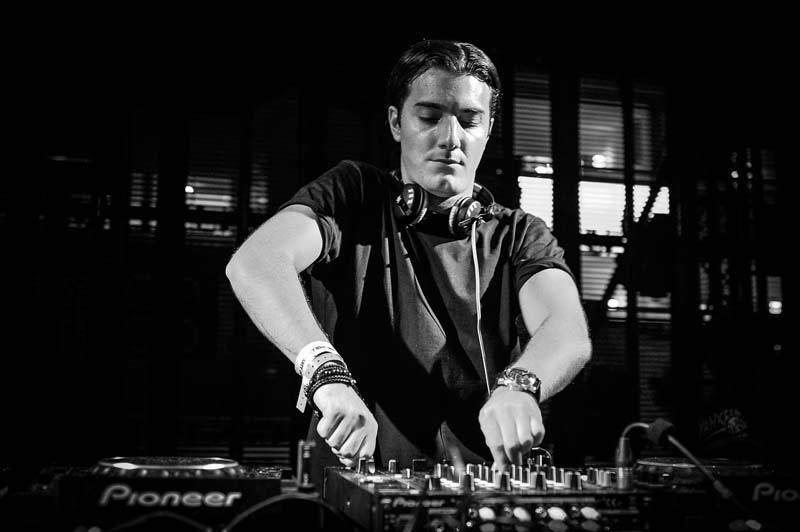
Stray Kids spolupracovali s Alessem (na snímku) a Corsakem na písni "Going Dumb".

Stray Kids uspořádali 20. února 2021 prostřednictvím V Live své první oficiální setkání s fanoušky Stray Kids 1st #LoveStay 'SKZ-X' a 18. března uspořádali k prvnímu výročí svého japonského debutu první setkání s japonskými fanoušky - setkání s fanoušky STAYing Home. Skupina spolupracovala se švédským producentem Alessem a čínským DJ Corsakem na korejské verzi písně "Going Dumb" pro mobilní verzi hry PUBG, která vyšla 19. března. Píseň debutovala na 13. místě žebříčku Billboard's Hot Dance/Electronic Songs, což byl první úspěch skupiny v tomto žebříčku.
Stray Kids nečekaně vydali třetí singl ze svého projektu Mixtape, "Mixtape: Oh", 26. června. Debutoval na vrcholu žebříčku Billboard World Digital Song Sales a stal se jejich prvním prvenstvím v tomto žebříčku. Skupina vydala 23. srpna své druhé studiové album Noeasy. Debutovalo na vrcholu žebříčku Gaon Album Chart, od srpna 2021 se prodalo více než 1,1 milionu kopií a KMCA mu udělila certifikát milion, čímž se stali první skupinou pod vedením JYP Entertainment, která prodala více než milion kopií alba. Hlavní singl "Thunderous" se umístil na 33. místě Gaon Digital Chart a na 80. místě Billboard Global 200 a získal šest vítězství v hudebních programech. Doprovodný videoklip na YouTube dosáhl 100 milionů zhlédnutí za 55 dní od vydání, což je páté a nejrychlejší video skupiny, které této hranice dosáhlo.
Skupina vydala 13. října svůj druhý japonský singl "Scars"/"Thunderous" (japonská verze). Singl se umístil na 2. místě Oricon Singles Chart i Billboard Japan Hot 100 a prodalo se přes 180 000 kopií. Dne 29. listopadu bylo vydáno "speciální vánoční" album s názvem Christmas EveL, na kterém se jako hlavní singl objevila i skladba "Winter Falls". Dosáhlo vrcholu v žebříčku Gaon Album Chart, jen v roce 2021 se prodalo přes 743 000 kopií a KMCA mu udělila dvojnásobnou platinovou desku. 23. prosince skupina vydala digitální kompilační album SKZ2021, které obsahovalo znovu nahrané verze předchozích písní a korejskou verzi skladby "Scars". Rok skupina zakončila 30. prosince vydáním písně "#LoveStay" věnované svým fanouškům.

### 2022:Oddinary,Circus,MaxidentaSKZ-Replay
10. února 2022 bylo zveřejněno, že Stray Kids podepsali smlouvu s Republic Records na propagaci ve Spojených státech v rámci strategického partnerství JYPE s touto společností, společně s kolegyněmi ze skupiny Itzy. Skupina uspořádala své druhé setkání s fanoušky 2nd #LoveStay 'SKZ's Chocolate Factory' ve dnech 12. až 13. února v Olympic Hall; druhý den byl také vysílán prostřednictvím Beyond Live. 18. března Stray Kids vydali své šesté album Oddinary, které jako hlavní singl představilo skladbu "Maniac". Album se umístilo na předních příčkách hitparád v Jižní Koreji, Finsku, Polsku a Spojených státech. Stalo se prvním albem Stray Kids, které se objevilo v žebříčku Billboard 200, a po BTS a SuperM se stalo třetí korejskou kapelou v historii, která se dostala na vrchol tohoto žebříčku, když v březnu prodala více než 1,5 milionu kopií.
Na podporu alba Oddinary oznámili Stray Kids své druhé koncertní turné Maniac World Tour, které začalo 29. dubna v jihokorejském Soulu a následovalo koncerty v Japonsku a Spojených státech. Dne 22. června Stray Kids vydali své druhé japonské EP Circus, kterému předcházela japonská verze písně "Maniac", nová píseň a úvodní skladba "Your Eyes". EP debutovalo na druhém místě Oricon Albums Chart a na vrcholu Billboard Japan Hot Albums. Skupina překvapivě 1. srpna vydala singl "Mixtape: Time Out" ku příležitosti čtvrtého výročí odhalení názvu fandomu Stay.
Před nadcházejícím vydáním Stray Kids vydali skladbu "Heyday" v podání 3Racha pro Street Man Fighter's Mega Crew Mission. Sedmé EP skupiny, Maxident, vyšlo 7. října, s hlavním singlem "Case 143" EP debutovalo na vrcholu v Jižní Koreji, Polsku a v USA. Stalo se jejich druhým po sobě jdoucím albem na prvním místě v USA a čtvrtým jihokorejským a neanglickým albem, které se dostalo na vrchol žebříčku. Maxident se stal prvním albem Stray Kids a JYPE, kterého se prodalo více než dva a tři miliony kopií a které získalo třímilionový certifikát KMCA. 21. prosince vydali třetí kompilační album SKZ-Replay, které obsahovalo sólové skladby členů a písně dříve neoficiálně vydané jako videonahrávky.
2023: The Sound, 5-Star, Social Path / Super Bowl (Japanese Ver.) a Rock-Star
Debutové studiové album v japonštině s názvem The Sound vyšlo 22. února 2023 a předcházela mu japonská verze "Case 143" a stejnojmenná píseň. Poprvé debutovalo na vrcholu žebříčku Oricon Albums Chart s 378 000 prodanými kopiemi[125] a bylo certifikováno jako dvojitá platina od Recording Industry Association of Japan (RIAJ). Skupina vydala své třetí studiové album 5-Star 2. června 2023 s hlavním singlem "S-Class" a ve skladbě "Topline" se představil rapper Tiger JK. Lyricky se zabývá tématy jedinečnosti, sebedůvěry a aspirací.] Album dosáhlo vrcholu na prvním místě v různých regionech, včetně Jižní Koreje, Francie a Spojených států atd.; Posledně jmenované album je třetím po sobě jdoucím albem skupiny na prvním místě v zemi. Do června se prodalo více než 5 milionů kopií a jako takové bylo certifikováno KMCA. "S-Class" vyhrál nejlepší K-Pop video na MTV Video Music Awards 2023. 
Stray Kids uspořádali své třetí setkání fanoušků Pilot: For 5-Star v KSPO Dome ve dnech 1.-2. července a vydali se na své koncertní turné 5-Star Dome Tour v Jižní Koreji a Japonsku od srpna do října. Skupina byla také hlavní hvězdou hudebního festivalu Lollapalooza v Paříži ve Francii 21. července, a původně se 23. září objevila na festivalu Global Citizen 2023 v New Yorku, ale kvůli menší autonehodě tří členů vystoupili místo nich 3Racha. První EP skupiny v japonštině Social Path / Super Bowl (japonská verze) bylo vydáno 6. září, předcházely mu dva hlavní singly "Social Path", na kterém se podílela japonská zpěvačka a skladatelka Lisa, a japonská verze "Super Bowl". Stal se druhým číslem jedna a prvním milionem certifikovaných nahrávek v Japonsku. Stray Kids se v říjnu objevili na remixové verzi písně "All My Life" od Lil Durka a 10. listopadu vydali své osmé EP Rock-Star v korejštině spolu s hlavním singlem "Lalalala". EP se umístilo na vrcholu hitparád v Jižní Koreji a Spojených státech, zatímco "Lalalala" se stala první položkou skupiny v žebříčku Billboard Hot 100 na 90. místě. Kromě toho v roce 2023 obdrželi Stray Kids vyznamenání předsedy vlády na Korean Popular Culture and Arts Awards a zúčastnili se japonského silvestrovského televizního speciálu 74th NHK Kōhaku Uta Gassen. IFPI jmenovala Stray Kids třetím nejprodávanějším umělcem roku 2023 za Taylor Swift a Seventeen stejně jako 5-Star druhým a Rock-Star devátým nejprodávanějším albem na světě v roce 2023. 
V lednu 2024 Stray Kids vystoupili s písněmi "God's Menu", "S-Class" a "Topline" v Paříži ve Francii na charitativní akci Le Gala des Pièces Jaunes, kterou pořádala první dáma Francie Brigitte Macron. Příští měsíc skupina spolu s umělci JYP J.Y. Parkem, Itzym a Nmixxem spolupracovala s Coca-Colou na limitované edici "K-Wave" Coke Zero Sugar, která doprovází skladbou "Like Magic". Mezi 29. a 31. březnem se konala setkání fanoušků SKZ's Magic School v Soulu a v dubnu SKZ Toy World v Ósace a Saitamě. Stray Kids zpívali znělku japonského televizního dramatu Re: Revenge – Yokubo no Hate ni s názvem "Why?", které vyšlo 12. dubna. Stray Kids se zúčastnili Met Gala 2024 jako hosté návrháře Tommyho Hilfigera. Byli prvními K-popovými umělci, jejichž všichni členové se společně objevili na Met Gala, a umístil se na prvním místě v žebříčku Red Carpet Power Rankings v mužské kategorii, podle The Hollywood Reporter. 
Stray Kids vydali 10. května singl "Lose My Breath", na kterém se podílel americký zpěvák a skladatel Charlie Puth. [164] Pracuje se také na jejich albu a speciálním albu spolu s třetím světovým turné v roce 2024. V rozhovoru, který Stray Kids udělali s Tommym Hilfigerem na Met Gala, Hilfiger prozradil, že skupina vyrazí na turné po 40 městech. Skupina bude headlinerem BST Hyde Park v Londýně] I-Days v Miláně v červenci a Lollapalooza v Chicagu v srpnu. 

## Umělecká tvorba
Hudba skupiny Stray Kids se obecně skládá z K-popu, hip hopu, Epic Japan a elektronické hudby. Jsou považováni za "samoprodukční" skupinu a jejich diskografie byla po vydání alba God's Menu střídavě označována jako jedinečný "mala taste žánr" a také jako "noise music", což je označení, které inspirovalo jejich album Noeasy.

## Propagace
V únoru 2018, ještě před oficiálním debutem skupiny Stray Kids, bylo všech devět členů představeno jako noví modelové pro jarní kolekci značky Jambangee Jeans. V červnu byli vybráni jako exkluzivní modelové pro Ivy Club na podzimní část roku 2018. Následující měsíc Stray Kids navázali spolupráci s Minute Maid Sparkling a o pět dní později byli vybráni jako propagační modelové pro CGV "Youth Brand Festival". Dne 19. září začali Stray Kids podporovat Lotte Duty Free a 16. října se Stray Kids stali novými modely pro korejskou značku sportovního oblečení Pro-Specs. V červnu 2019 byli Stray Kids vybráni jako nejnovější ambasadoři soutěže Talk Talk Korea a 18. června byli jmenováni čestnými ambasadory Korejské kulturní a informační služby a Ministerstva kultury, sportu a cestovního ruchu (MCST).
V listopadu 2020 byla skupina Stray Kids vybrána jako ambasador firmy Shopee Indonesia pro velký výprodej 11.11 a narozeninový výprodej 12.12. Dne 1. února 2021 byli Stray Kids vybráni, aby se stali novými modely pro Clio Cosmetics. V červnu 2021 byla skupina vybrána, aby se stala sponzorem japonské značky oblečení Wego a ambasadory korejského pavilonu na Expo 2020 v Dubaji. V září byla skupina vybrána, aby se stala novými modely pro kosmetickou značku Nacific, a podskupina Danceracha (Lee Know, Hyunjin a Felix) se objevila v kampaních pro unisex tenisky Earthbeat italské značky Etro. V roce 2022 byla skupina vybrána jako múzy pro kampaň na letní trička 2022 oděvní značky Mahagrid a také jako ambasadoři filipínské oděvní značky Bench.

## Členové

### 3Racha
Hip-hopové trio vzniklo na začátku roku 2017. 18. ledna nahráli na SoundCloud jejich první mixtape J:/2017/mixtape složený ze sedmi skladeb. 16. srpna vydali druhou mixtape 3Days s devíti skladbami. 20. prosince vyšla třetí mixtape Horizon.
Se vznikem Stray Kids se stali jejich podskupinou. Jsou hlavními textaři a komponisté celé skupiny.
18. ledna 2018 na oslavu prvního výročí tria vydali song „Start Line“. 9. září zveřejnili píseň „Zone“ i s klipem jako součást SKZ-Player.
18. ledna 2020 na třetí výročí tria vyšel song „Carpe Diem“.

#### Bang Chan (3. října 1997)
Celým jménem Bahng Christopher . S podskupinou 3Racha vystupuje jako CB97.
Chan se jakožto nejstarší ze tří dětí narodil v Sydney ,Austrálie. Chodil na hodiny moderního tance a baletu, také mu šel velmi dobře sport, vyhrál mnoho cen v plavání.
Roku 2010 jej na základě konkurzu pořádaného v Austrálii přijala společnost JYP Entertainment. Ve třinácti letech proto odjel do Koreje trénovat pod JYPE. Trénoval sedm let – díky čemuž se spřátelil s mnoha idoly například z Got7, Twice a Day6 –, často tak neměl daleko od debutu.
V srpnu 2017 dostal za úkol složit chlapeckou skupinu, která se bude snažit společně debutovat.
Chan se stal leaderem, kterým je doteď. Zároveň zastává pozici komponisty, rappera, vokalisty a tanečníka.

#### Changbin (11. srpna 1999)
Celým jménem Seo Changbin. S podskupinou 3Racha vystupuje jako SPEARB.
Narodil se v Yonginu v Jižní Koreji, má starší sestru. Jeho rodiče jej v hudební kariéře podporovali již od začátku, trénoval po dva roky. Původně se ucházel o pozici vokalisty a tanečníka, ale hlasoví trenéři jej přesvědčili, aby díky síle hlasu zkusil rap. V současnosti je jedním z nejrychlejších rapperů K-popu.
Na podzim 2020 se zúčastnil rapové soutěže Show Me The Money, ale byl vyřazen, přesto je za tuto zkušenost vděčný.
Ve skupině zastává pozici rappera, producenta a vokalisty.

#### Han (14. září 2000)
Celým jménem Han Jisung. S podskupinou 3Racha vystupuje jako J.One.
Narodil se v Incheonu v Jižní Koreji, ale spolu s rodiči a starším bratrem žil a studoval v Malajsii. Do Koreje odešel zhruba ve věku čtrnácti let. Uzavřel s rodiči dohodu – pokud se do roka nedostane do nějaké společnosti, vrátí se do Malajsie a bude studovat. Byl přijat do JYPE a spolu s Chanem a Changbinem se stal součástí 3Racha, následně i Stray Kids.
Ve skupině má pozici rappera, producenta a vokalisty.

### DanceRacha
Jedná se o trojici členů, jejichž hlavním zaměřením je tanec. Často se podílí na tvorbě choreografie a na jejich YouTubovém kanále zveřejňují svá taneční videa pod názvem SKZ-player. Zároveň často působí jako modelové pro různé časopisy.

#### Lee Know (25. října 1998)
Vlastním jménem Lee Minho.
Narodil se v Gimpo v Jižní Koreji. Působil jako back-up tanečník pro BTS, s kterými absolvovat i jejich světové turné, a je možné jej zahlédnout v několika jejich vystoupeních. Minho začal trénovat pod JYPE v červenci 2017. Minho má černý pásek v taekwondu.
Spolu se Seungminem byli hosty „BTOB Kiss the Radio“ a je jedním ze současných moderátorů „Show Music Core“.
Ve skupině má pozici tanečníka, vokalisty, zpěváka a vizuála.

#### Hyunjin (20. března 2000)
Celým jménem Hwang Hyun-jin.
Narodil se v Seoulu v Jižní Koreji, chvíli žil v Las Vegas. Byl osloven na ulici jedním z agentů společnosti a trénoval po dva roky. Byl jedním z moderátorů „Show Music Core“ a Studio Choom jej zvolilo umělcem měsíce pro říjen 2021.
Ve skupině působí na pozici tanečníka, rappera, vokalisty a vizuála.

#### Felix (15. září 2000)
Celým jménem Lee Felix, jehož korejské jméno zní Yongbok.
Narodil se v Sydney v Austrálii korejským rodičům. Na základě konkurzu v Austrálii v prosinci 2016 byl přijat do společnosti JYPE, a proto sám odjel do Koreje. Jeho rodiče zprvu jeho rozhodnutí nepodporovali, ale dnes se již usmířili. Měl jen hrubý základ korejštiny, kvůli čemuž téměř nebyl schopen debutovat, dnes již ale hovoří korejsky zcela plynule.
Je poměrně jasně rozpoznatelný díky neobvykle hlubokému hlasu.
Ve skupině je na pozici tanečníka, rappera, vokalisty a vizuála. V choreografiích občas má různé akrobatické prvky, jako mladší se věnoval taekwondu, z kterého má 63 medailí.

### VocalRacha
Nejmladší dva členové skupiny zaměřující se hlavně zpěv, díky čemuž je možné poslechnout si mnoho jejich coverů na nejrůznější písně, ale i jejich vlastních prací.

#### Seungmin (22. září 2000)
Celým jménem Kim Seungmin.
Narodil se v Seoulu v Jižní Koreji, když byl na prvním stupni, tři měsíce žil v Los Angeles, přesto hovoří v podstatě plynule anglicky.
Byl přijat roku 2017 na základě konkurzu, kde se umístil na druhém místě, a trénoval jeden rok. Pro seriál Hometown Cha-Cha-Cha nazpíval píseň „Here Always“. Byl moderátorem pro „After School Club“ a „We K-Pop“, s Lee Knowem byli hosty „BTOB Kiss the Radio“.
Ve skupině působí na pozici vokalisty.

#### I.N (8. února 2001)
Vlastním jménem Yang Jeongin.
Narodil se v Busanu v Jižní Koreji. Jako dítě byl modelem. V JYPE trénoval dva roky. Je nejmladším členem skupiny, proto mu náleží označení maknae.
Ve skupině má pozici vokalisty.

### Bývalí členové
Kim Woojin (8. dubna 1997) opustil z blíže nespecifikovaných osobních důvodů skupinu a společnost JYP Entertainment v říjnu 2019. V současné době se věnuje sólové kariéře. Byl součástí VocalRacha.

## Diskografie
- Go Live (2020)
- Noeasy (2021)
- The Sound (2023)

## Filmografie

### Reality show
| Rok        | Název                          | Počet Epizod | Poznámky                                                |
| ---------- | ------------------------------ | ------------ | ------------------------------------------------------- |
| 2017       | Stray Kids                     | 10           |                                                         |
| 2018       | The 9th                        | 4            |                                                         |
| 2018       | Intro: I Am Not                | 2            |                                                         |
| 2018       | SK-Talker                      | 7            |                                                         |
| 2018       | The 9th: Season 2              | 5            |                                                         |
| 2018       | Intro: I Am Who                | 2            |                                                         |
| 2018       | Stray Kids Amigo TV            | 3            |                                                         |
| 2018       | Two Kids Room                  | 10           |                                                         |
| 2018–dosud | SKZ-Talker                     | 46           |                                                         |
| 2018       | SKZ Honey-Tips                 | 4            |                                                         |
| 2018       | The 9th: Season 3              | 3            |                                                         |
| 2018       | Stray Directors                | 2            | Objevují se pouze Hyunjin a I.N.                        |
| 2018       | Intro: I Am You                | 1            |                                                         |
| 2018       | Two Kids Room Vol. 2           | 10           |                                                         |
| 2018       | SKZ & SKZ                      | 5            |                                                         |
| 2019       | The 9th: Season 4              | 5            |                                                         |
| 2019       | SKZ-Talker Go!                 | 11           |                                                         |
| 2019       | Intro "Clé 1: Miroh"           | 1            |                                                         |
| 2019       | Finding SKZ                    | 7            |                                                         |
| 2019       | Two Kids Room Vol. 3           | 10           |                                                         |
| 2019       | Intro "Clé 2: Yellow Wood"     | 1            |                                                         |
| 2019       | Two Kids Room Vol. 4           | 10           |                                                         |
| 2019       | ChoiSKZ                        | 3            |                                                         |
| 2019       | The 9th: Season 5              | 4            |                                                         |
| 2019       | Two Kids Room Vol. 5           | 9            |                                                         |
| 2019       | Intro "Clé: Levanter"          | 1            |                                                         |
| 2019       | One Kids Room                  | 9            |                                                         |
| 2020–2021  | SKZ-Talker Go! Season 2        | 6            |                                                         |
| 2020       | Two Kids Room+1                | 8            |                                                         |
| 2020       | Intro "Go Live"                | 1            |                                                         |
| 2020       | Finding SKZ God Edition        | 4            |                                                         |
| 2020       | Two Kids Song                  | 4            |                                                         |
| 2020       | Intro "In Life"                | 2            |                                                         |
| 2020       | ♥ Kids Room                    | 8            |                                                         |
| 2020       | ASMR: 8.01 Stay FM             | 4            | Jen Felix                                               |
| 2021       | Kingdom: Legendary War         | 10           |                                                         |
| 2021       | Mysterious Kitchen             | 3            | Objevují se jen Lee Know, Han a I.N.                    |
| 2021       | All-Night SKZ                  | 3            | Objevují se pouze Bang Chan, Changbin, Felix a Seungmin |
| 2021       | SKZ Camp Song: Howl in Harmony | 5            |                                                         |
| 2021       | Kingdom Week <No+>             | 7            |                                                         |
| 2021       | Intro "Noeasy"                 | 1            |                                                         |
| 2022       | 2 Kids Room                    | 28           |                                                         |
| 2022       | Intro: "Oddinary"              | 1            |                                                         |
| 2022       | SKZ-Talker Go! Season 3        | 2            |                                                         |

### Dramata
| Rok  | Název                                                             | Platforma     |
| ---- | ----------------------------------------------------------------- | ------------- |
| 2018 | What If You Are A JYP Entertainment's Trainee?                    | Dingo K-Drama |
| 2018 | The Reveal Of Secret Diary Of Stray Kids [The Future Diary_EP.05] | Dingo K-Drama |
| 2019 | Stray Kids Cries At The Mountain Top [The Future Diary_EP.06]     | Dingo K-Drama |

## Koncertní turné
- District 9: Unlock World Tour (2019–2020)
- Maniac World Tour (2022)
- DominATE World Tour (2025)